# Navas de Estena (kommun)
Navas de Estena är en kommun i Spanien.   Den ligger i provinsen Provincia de Ciudad Real och regionen Kastilien-La Mancha, i den centrala delen av landet, 130 km sydväst om huvudstaden Madrid. Antalet invånare är 328.